# Avenue de la Couronne, 40
Le numéro 40 de l’avenue de la Couronne est un bâtiment remarquable de la ville de Bruxelles : une silhouette rouge et noire, sise à l’extrémité du pont Gray-Couronne dans la commune d'Ixelles. L’édifice surplombe la rue Gray ainsi que la vallée escarpée du Maelbeek. Il s’agit d’un hôtel de maître de style éclectique néo-Renaissance flamande construit entre 1893 et 1895 par l’architecte belge Maurice Bisschops, comme maison personnelle et atelier.

## Introduction
Maurice Bisschops est un architecte très influent dans la ville de Bruxelles et ses alentours dès les années 1870. Il y réalisera notamment des maisons bourgeoises de style éclectique et interviendra aussi sur le Pavillon Maria Malibran. La commune d’Ixelles fera en effet appel à ses services afin de mener à bien un projet d’extension du bâtiment comprenant la salle des pas perdus. Il réalisera également des projets dans la région de Morlanwelz, dont le plus important sera l’hôtel de ville, commandé en 1895 par la famille Warocqué. Au cours de sa vie, Maurice Bisschops va progressivement s’éloigner du style éclectique et se tourner vers les idées nouvelles de l’architecte Victor Horta,.
L’avenue de la Couronne sur laquelle se situe l’hôtel de maître est une des artères les plus importantes de la ville de Bruxelles[réf. nécessaire]. Lorsqu’elle est créée par arrêté royal en 1864, elle ne porte pas encore son nom actuel. D’abord nommée “prolongement de la rue du Trône”, elle prendra le nom d’avenue de la Couronne entre 1880 et 1885. Ce nouvel espace connaîtra sa période d’urbanisation la plus intense entre les années 1890 et 1914, au terme desquelles il sera presque entièrement bâti. L’avenue garde encore aujourd’hui une silhouette marquée par une enfilade de maisons bourgeoises et de maisons de maître de style éclectique.
En plus de sa valeur architecturale propre, ce bâtiment représente bien la typologie néo-Renaissance flamande à Bruxelles, avec sa brique rouge contrastée par des ardoises noires, sa pierre de Gobertange et ses riches ferronneries. La maison se situe à un lieu très particulier, à l’extrémité d’un pont sur un axe important, au croisement de deux rues séparées par un dénivelé de plus de dix mètres.

## Historique

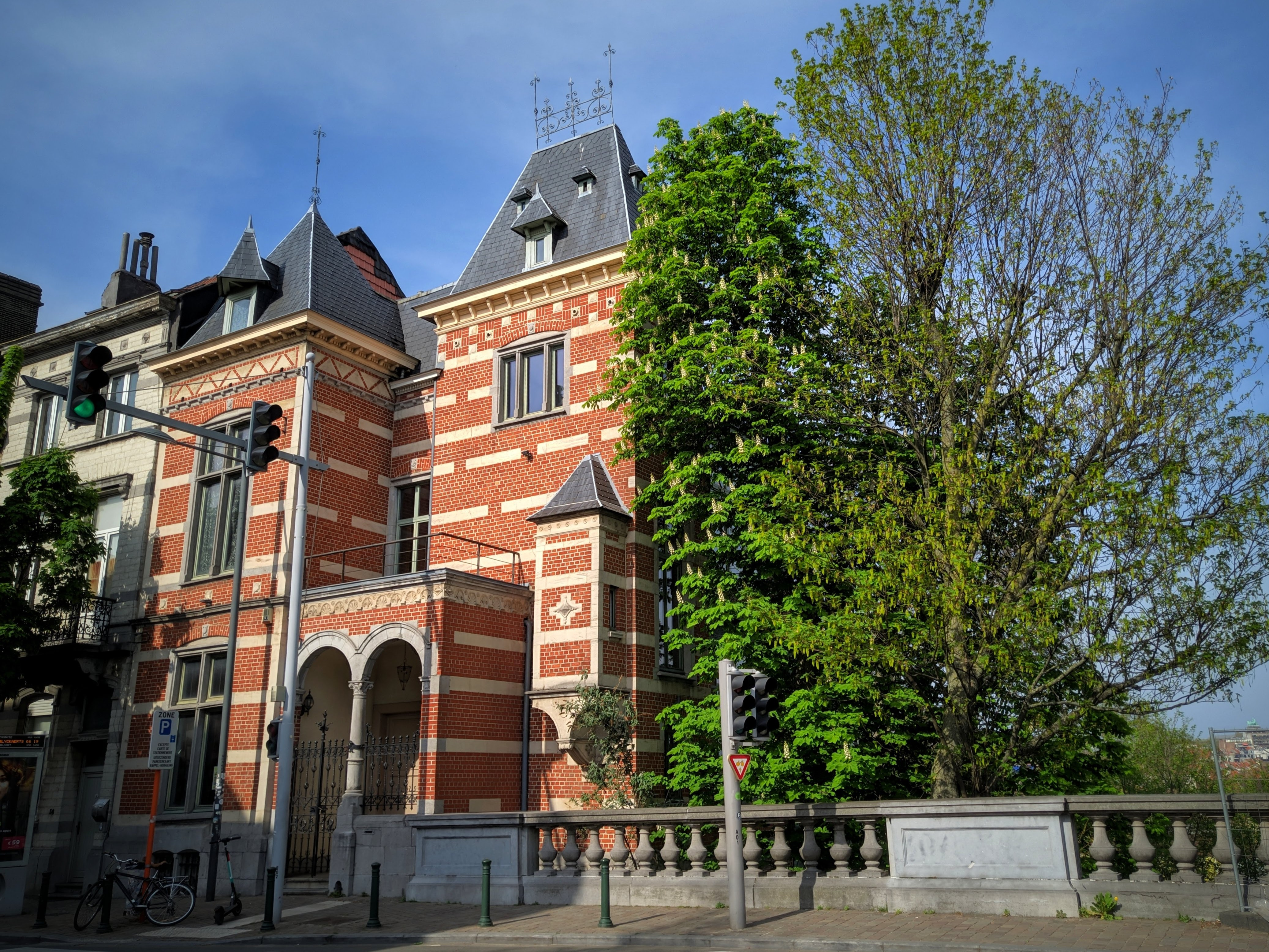
Façade principale du bâtiment au 40, avenue de la Couronne.

L’édifice n’a que très peu changé au cours des années. La plus grande différence visuelle se trouve dans la pousse des arbres qui jouxtent la maison sur le flanc droit. De plus, un étage a été ajouté à l’arrière et les garde-corps de deux terrasses ont été modifiés. Les balustres renflées de pierre bleue ont été remplacées par des fines barres d’acier sans valeur décorative. Certaines parties de la maison, dont les châssis en bois et le porche d’entrée, ont par contre été reconstruites à l’identique après avoir été endommagées durant la Seconde Guerre mondiale.
Autrefois un hôtel particulier abritant une famille et ses domestiques, le bâtiment est désormais subdivisé en plusieurs petits logements indépendants. A ce jour, le numéro 40 ne dispose d’aucune forme de classement patrimonial.

## Description

### Façade principale
Deux façades sont visibles depuis le pont de l’avenue de la Couronne, mais aussi en contre-plongée, depuis la rue Gray. La façade principale, qui donne sur l’avenue, est asymétrique et ne peut être divisée en travées claires. Elle est tout de même séparée en deux. A gauche, un corps de bâti à front de rue et à droite un volume morcelé en retrait principalement composé d’une tourelle.
La partie de gauche comporte en tout quatre niveaux. D’abord un soubassement de pierre bleue, percée d’une fenêtre doublet avec un meneau et bardée de fer forgé. Ensuite, s'enchaînent deux étages identiques de brique rouge ornés de bandeaux de pierre blanche. Chacun des deux étages présente une fenêtre doublet à meneau en croisée et un encadrement marqué, tous deux en pierre bleue. Au-dessus des baies, les arcs de décharge en brique sont apparents et ornés d’une agrafe en pierre. Les deux étages sont séparés par un bandeau en relief en pierre bleue qui se poursuit sur le porche à droite. Une grande corniche blanche en bois ornée de corbeaux entrecoupés de denticules sépare le toit du reste de l’édifice. Elle surplombe une large frise en zigzag de brique rouge sur pierre blanche et un fin bandeau de pierre bleue denticulé. Enfin, le quatrième niveau se situe sous une toiture à trois versants en ardoises. Au centre de celle-ci se trouve une lucarne à tourelle, elle aussi en ardoise. Au sommet de cette partie du toit trône un épi de faîtage sous la forme d’une aiguille ouvragée en zinc.

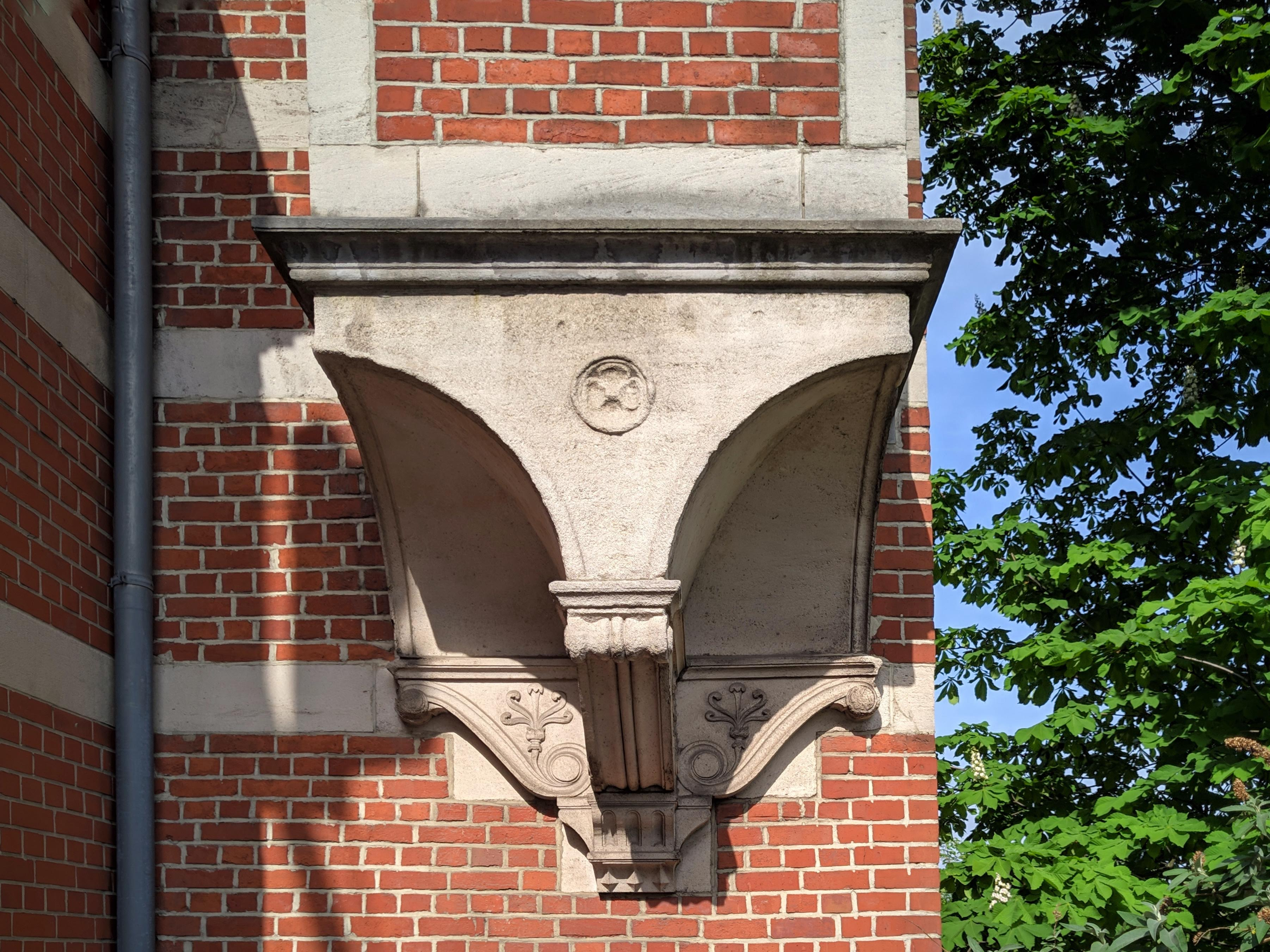
Console de la logette du 40 avenue de la Couronne.

 Ensuite, du côté droit, haut de cinq niveaux, se trouve un porche sous forme de loggia à deux arcades en pierre bleue, surélevé de deux marches par rapport au trottoir. Il est cloisonné par un portail en fer forgé et mène à une porte d’entrée en bois à simple battant. Le porche est surmonté par une frise de lys et de coquillages ainsi qu’un bandeau de pierre bleue. Au-dessus repose une vaste terrasse ceinte d’un garde-corps minimaliste en métal.
Le reste de la façade du côté droit se trouve en retrait par rapport à la rue. A droite de la porte d’entrée, entre le premier et le deuxième niveau, se situe une logette aveugle surmontée d’une frise discrète en pierre blanche et d’un toit d’ardoises à trois versants. Elle est supportée par une grande console sculptée en pierre blanche.
Au-dessus du porche, la façade se découpe en deux travées asymétriques également faites de brique rouge entrecoupée de bandeaux blancs. Celle de gauche, peu large, est très légèrement en retrait par rapport à celle de droite, qui prend l’aspect d’une tourelle carrée encastrée dans le corps du bâti.
La travée de gauche possède au deuxième niveau une fenêtre simple avec un châssis en bois peint, surmontée par un arc de décharge. Celle-ci s’ouvre sur la terrasse surmontant le porche. Au sommet se poursuit la toiture en ardoise, ici à deux versants. La tourelle, à droite, possède au troisième niveau une fenêtre triplet avec des meneaux en pierre bleue surmontée d’un arc de décharge en brique apparent et ornée d’une agrafe en pierre. Au-dessus se trouve une large corniche blanche en bois, simplement ornée de corbeaux. Elle se poursuit, ininterrompue, sur l’autre face de la maison, du côté de la rue Gray. Finalement, la tourelle comporte un quatrième et un cinquième niveau, dans une toiture d’ardoise en pavillon à quatre versants. Le quatrième niveau est caractérisé par une lucarne à chapiteau, tandis que le cinquième niveau présente deux lucarnes du même type, plus petites. Cette partie du toit est elle aussi ornée, le long de son faîte, d’une crête de toit en zinc.

### Façade latérale

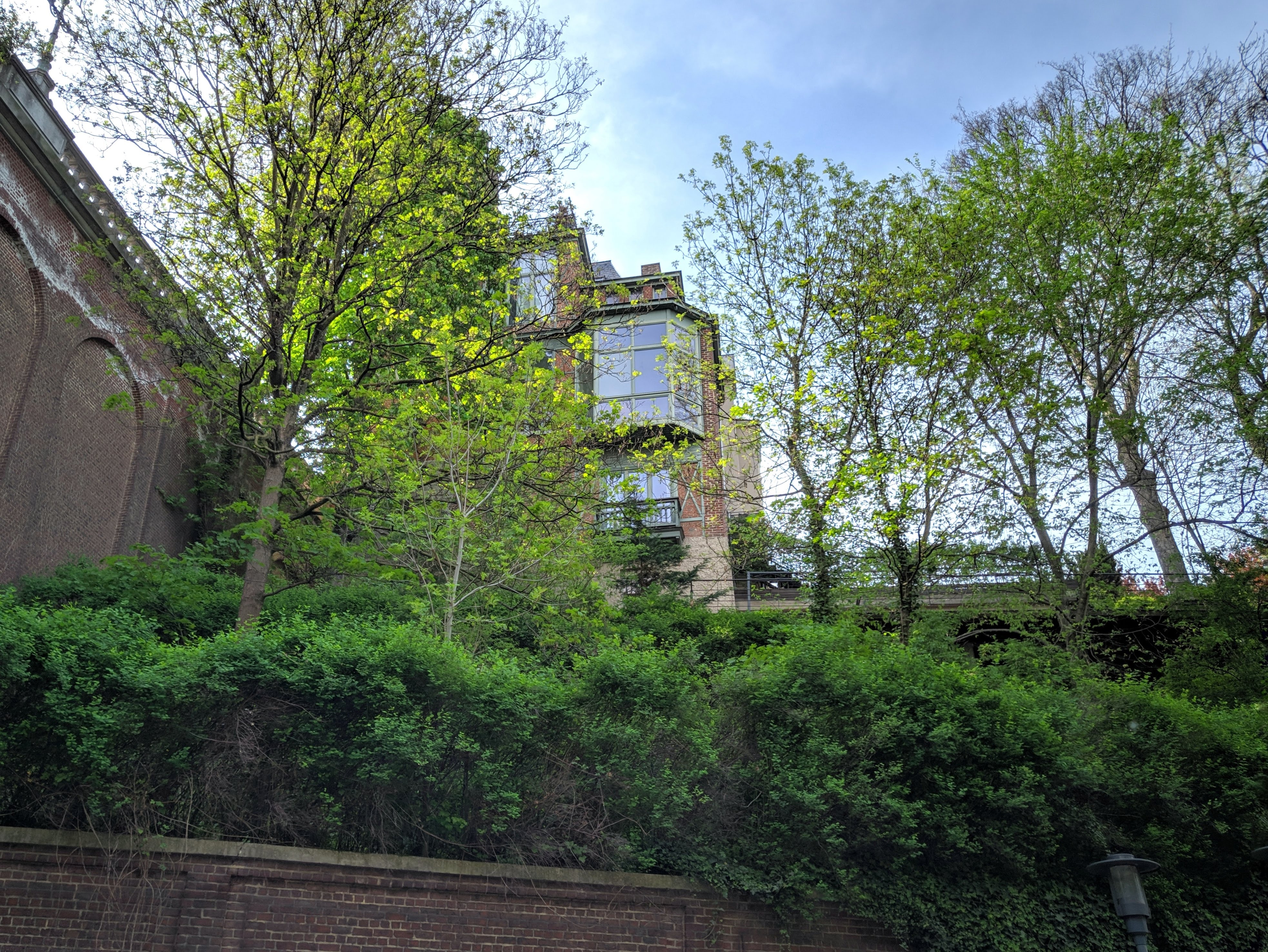
Façade latérale du bâtiment au 40, avenue de la Couronne.

Pour ce qui est de la seconde façade, donnant sur la rue Gray, elle surplombe le paysage d’une dizaine de mètres et se différencie de la première par des baies plus généreuses. De ce côté-ci, l'hôtel de maître se distancie de la voirie, à la fois par sa hauteur, ainsi que par un rideau d’arbres qui poussent en contrebas. Cette façade est divisée en trois travées: la travée de gauche est l’autre face de la tourelle. Elle comporte six niveaux. Le premier est un soubassement situé en dessous de l’avenue de la Couronne. Les niveaux deux, trois et quatre se trouvent dans le corps de la façade et comportent chacun une fenêtre à meneaux et encadrement en pierre bleue. La fenêtre du troisième niveau est plus grande que les deux autres. Au sommet, séparés par la corniche, se trouvent les niveaux cinq et six dans le toit, identiques à l’autre façade.
Ensuite se trouve la travée centrale, haute de cinq niveaux. Les deux premiers sont en dessous du niveau de la rue. Le premier niveau est constitué d’un appareillage de pierres blanches de taille rustique. Les niveaux deux, trois et quatre reprennent quant à eux la brique rouge. Les niveaux trois et quatre, au-dessus du sol, sont caractérisés par de très grandes fenêtres aux châssis de bois peint en vert. Ils sont séparés l’un de l’autre par un bandeau en relief. La travée est couronnée par une terrasse ceinte d’un garde-corps en fer forgé.
Finalement, la travée la plus à droite ne comporte que quatre niveaux. De la même manière les deux premiers se trouvent en contrebas. Le niveau un, en pierre blanche rustique, s’ouvre avec une petite fenêtre carrée bardée d’une grille métallique. Le deuxième niveau est caractérisé par l’utilisation jointe du bois peint et de la brique à la manière de colombages. Au centre se trouve une grande fenêtre au châssis en bois menant à un balcon. Celui-ci est lui aussi entièrement construit en bois peint en vert et repose sur de discrètes consoles. Son garde-corps est fait de fins balustres de bois tournés. Au-dessus, le troisième niveau est presque entièrement occupé par un grand bow-window peint en vert, vitré du sol au plafond. De couleur uniforme, il est cependant constitué de deux matériaux, Un tablier en acier et des châssis ainsi qu’une fine corniche en bois. Enfin, le dernier niveau, d’une faible hauteur est rythmé par trois petites fenêtres carrées surmontées par une corniche en bois peint. Celui-ci est une addition plus tardive à l’édifice, il sera ajouté bien après la construction.
Pour finir, la silhouette de l’édifice s’achève par une vaste terrasse qui se fond dans la végétation à l’arrière de la maison. Celle-ci, au niveau le plus bas, surplombe toujours la rue Gray de plusieurs mètres et lui donne à voir un long garde-corps métallique de style contemporain.